# Колония (Яп)
Вижте пояснителната страница за други значения на Колония.
Колония е столицата на щата Яп в Микронезия. Населението на града и още няколко (приблизително 130) атола около него е общо 2100 души (2008 г.) В града има пристанище, няколко хотела и католическа църква, останала от испанската колонизация.